# Dannemarie, Yvelines
Dannemarie là một xã của Pháp, nằm ở tỉnh Yvelines trong vùng Île-de-France.
Người dân ở đây trong tiếng Pháp gọi là Dannemariens.

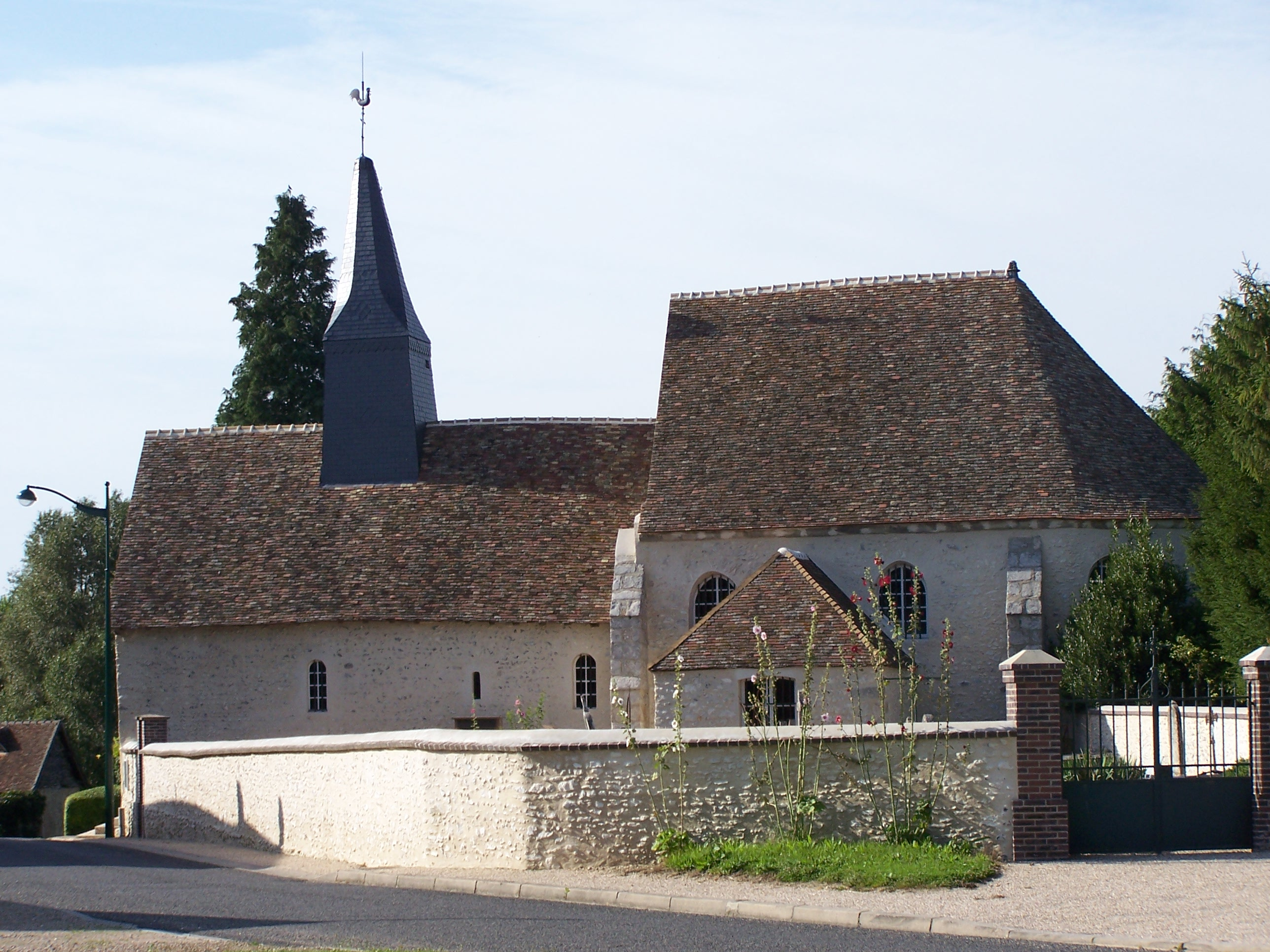
Nhà thờ Sainte-Anne